# Harleian Library

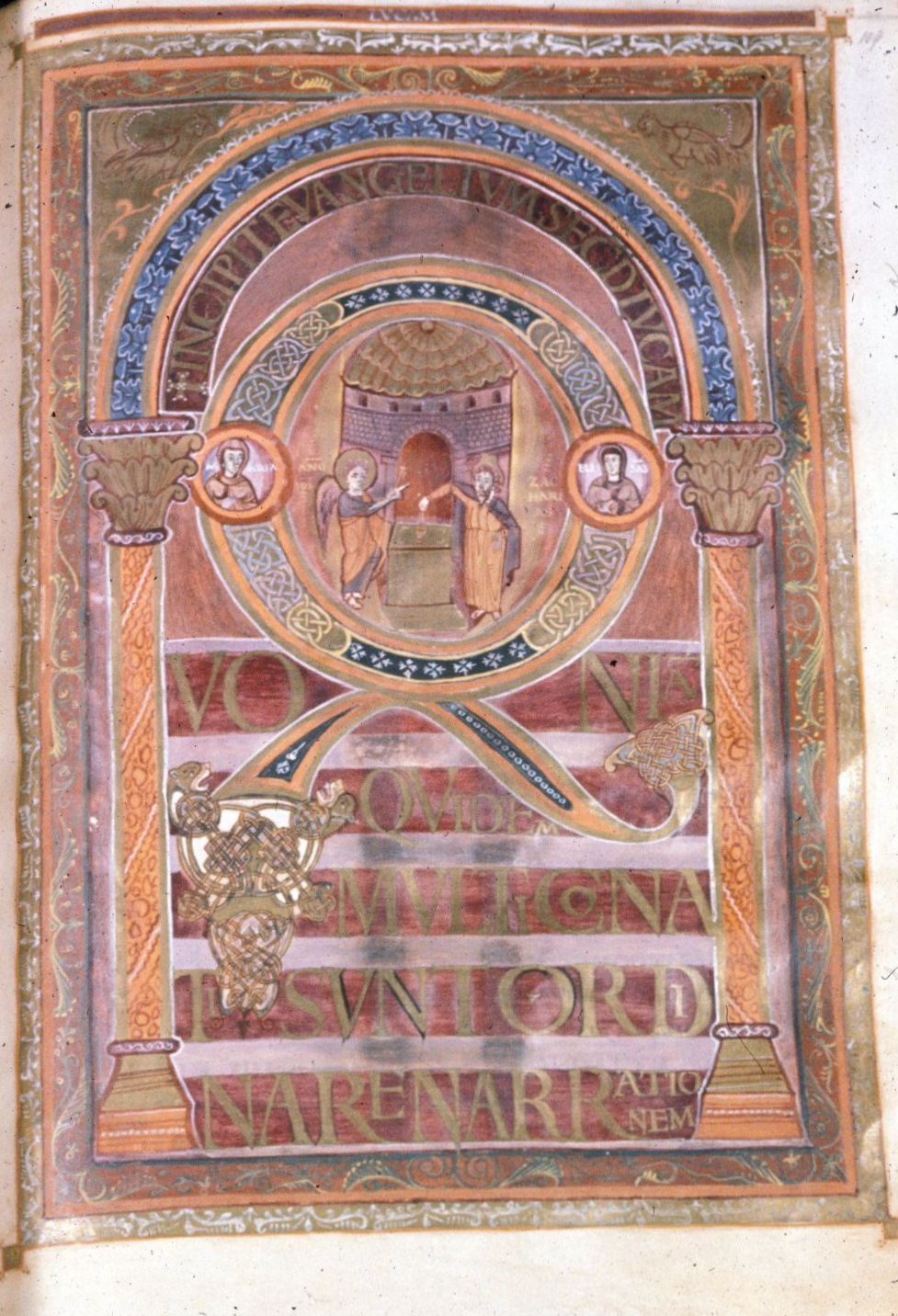
Miniatura in una copia del vangelo di Luca contenuta nella collezione

L'Harleian Library o Harleian Collection (Biblioteca o Collezione harleaiana) è una collezione privata compresa nella British Library di Londra, un tempo biblioteca del British Museum.

## Storia
La collezione, costituita prevalentemente di manoscritti, fu creata da Robert Harley, I conte di Oxford e conte di Mortimer e da suo figlio Edward Harley, II conte di Oxford e conte di Mortimer nella prima metà del XVIII secolo. Nel 1704 Robert Harley acquistò 600 manoscritti una volta appartenuti al noto collezionista Simonds d'Ewes, ma fu il figlio Edward ad accrescere maggiormente la collezione instaurando una vasta rete di acquirenti in tutta Europa.
Dopo la morte di Edward Harley nel 1741, la collezione venne infine venduta dalla contessa vedova Henrietta Cavendish al governo britannico per 10 000 sterline nel 1753, andando a costituire parte della biblioteca originaria del British Museum.

## Composizione
La collezione comprende più di 7000 manoscritti e 15 000 altri documenti, risalenti dal medioevo all'età moderna. Di seguito alcuni dei lavori contenuti e il loro identificativo:
- Salterio di Harley (MS 603)
- Annales Cambriae (MS 3859)
- Sumer is icumen in (MS 978)
- Minuscolo 113 (MS 1810)
- Harleian genealogies (MS 3859)
- Due copie della Geografia di Claudio Tolomeo (MS 7182 e 7195)